# Saccopharynx harrisoni
Saccopharynx harrisoni – gatunek morskiej ryby głębinowej z rodziny gardzielcowatych (Saccopharyngidae). 

## Występowanie
Zachodni Ocean Atlantycki w okolicach wysp Bermudy